# Cristina Amaral
Cristina Amaral é uma montadora de filmes com muitos trabalhos em seu currículo. Trabalhou com importantes Cineastas, destaque das parcerias com Carlos Reichenbach e Andrea Tonacci, nomes proeminentes do  Cinema Brasileiro.

## Carreira
Cristina Amaral iniciou sua carreira profissional em 1985 , montando o filme de curta-metragem Nós de valor, nós de fato (1985) de Denoy de Oliveira.   
Formada em Cinema na Escola de Comunicações e Artes, da Universidade de São Paulo montou vários curta metragens, tendo sido premiada nos Festivais de Gramado, Brasília, e Riocine, entre outros . 
Além de Andrea Tonacci e  Carlos Reichenbach, tem entre suas parcerias, nomes como Denoy de Oliveira, Edgard Navarro, Joel Yamaji, Carlos Adriano, Lina Chamie, Paula Gaitán, Raquel Gerber, Adirley Queiroz, Thiago B. Mendonça, Djin Sganzerla , Jo Serfaty e Renata Martins.. 
A partir de 1997 coordena juntamente com Andrea Tonacci, a produtora Extrema Produção Artística.
Além de montadora Cristina Amaral, realiza palestras,  cursos e workshops de Montagem Cinematográfica.  
Cristina Amaral é vencedora de prêmios em sua categoria no Festival de Gramado, RioCine e Festival de Brasília. 

## Longas-Metragens
- 2019 - Curtas Jornadas Noite Adentro (dir: Thiago B. Mendonça)
- 2018/2019 - Mito e Música -a Mensagem de Fernando Pessoa (dir: Rama e André Luiz Oliveira)
- 2017/2018 - Um Filme de Verão (dir: Jo Serfaty)
- 2016 - Abaixo a Gravidade (dir: Edgard Navarro)
- 2015/17 - Quilombo Rio dos Macacos (dir: Josias Pires)
- 2013 - Já Visto, Jamais Visto (dir: Andrea Tonacci)
- 2010 - O Homem que não dormia (dir: Edgard Navarro)
- 2009 - Efeito Reciclagem (dir: Sean Walsh)
- 2008 - Falsa Loura (dir: Carlos Reichenbach)
- 2006 - Serras da Desordem (dir: Andrea Tonacci)
- 2005 - Benvindo a São Paulo (supervisão de montagem em parceria com Leon Cakof) - (dir: Leon Cakof)
- 2004 - Garotas do ABC (dir: Carlos Reichenbach)
- 2003/04 - Bens Confiscados (dir: Carlos Reichenbach)
- 2001 - Sonhos Tropicais (dir: André Sturm)
- 1999 - Dois Córregos (dir: Carlos Reichenbach)
- 1998/99 - Theatro Municipal de São Paulo (dir: Andrea Tonacci)
- 1997 - A Hora Mágica (dir: Guilherme de Almeida Prado)
- 1996 - O Velho – A história de Luiz Carlos Prestes
- 1994/95 - Jouez Encore, Payez Encore (montagem / versão reduzida - a montagem original é de Roman Stulbach e Andrea Tonacci)
- 1994 - Bienal Brasil Século XX  (dir: Andrea Tonacci)
- 1993 - Alma Corsária(dir: Carlos Reichenbach)
- 1991 - Sua Excelência, o candidato  (co-montagem e co-edição de som)  ( dir: Ricardo Pinto e Silva)
- 1989 - ORI (assistência e montagem adicional) (dir: Raquel Gerber)

## Curtas-Metragens
- Belos Carnavais (dir: Thiago B. Mendonça / 2020)
- A Máquina Infernal (dir: Francis Vogner dos Reis / 2019)
- Jean-Claude Bernadet (dir: Paula Gaitán / 2019)
- Sem Asas ( dir: Renata Martins / 2018)
- Cartas de Ourinhos (dir: Joel Yamaji / 2013)
- Benzedeiras de Minas (dir: Andrea Tonacci / 2008)
- Guarnicê- Fragmentos & Souvenirs (dir: Carlos Reichenbach / 2002)
- Equilíbrio e graça (dir: Carlos Reichenbach / 2002)
- O Encontro  (dir: Marcos Jorge / 2001/2002)
- A Ira (dir: Joel Yamaji / 2000)
- Para Ver TV tem que Ficar Ligado (dir:  Andrea Tonacci / 2000)
- A Voz e o Vazio  (dir: Carlos Adriano / 1998)
- Amassa que elas gostam (dir: Fernando Coster / 1997/98)
- Biblioteca Nacional (dir: Andrea Tonacci / 1997)
- Eu sei que você sabe (dir: Lina Chamie / 1995)
- Óculos para Ler Pensamentos (dir: Andrea Tonacci / 1994)
- Olhar e sensação  (dir : Carlos Reichenbach / 1994)
- Wholes  (dir: Cecílio Neto / 1991)
- O Inventor (dir : Mirela Martinelli / 1991)
- Três Moedas na Fonte (dir: Cecílio Neto /1987)
- Operação Brasil (dir: Luis A.Pereira/ 1986)
- Ma Che Bambina (dir: Cecílio Neto /1986)
- Nós de valor, nós de fato (dir: Denoy de Oliveira / 1985)

Prêmios em Festivais
Melhor Montagem de Curta Metragem , no FESTIVAL DE GRAMADO 1986 Filme : “Ma Che Bambina” – dir: A.S. Cecilio Neto 
Melhor Montagem de Curta Metragem , no RIO CINE FESTIVAL 1986 Filme : “Operação Brasil” – dir: L.A. Pereira 
Melhor Montagem de Curta Metragem, no- FESTIVAL DE GRAMADO 1991 Filme : "Wholes" - dir : A.S.Cecilio Neto 
Melhor Montagem de Curta Metragem - FESTIVAL DE BRASÍLIA 1991 Filme : "O Inventor" - dir : Mirella Martinelli 
Melhor Montagem de Longa Metragem no FESTIVAL DE BRASÍLIA 1991 Filme : "Sua Excia, o Candidato" -dir : Ricardo P.Silva 
Melhor Montagem de Longa Metragem - FESTIVAL DE BRASÍLIA 1993 Filme : "ALMA CORSÁRIA" - Direção : Carlos Reichenbach 
Melhor Edição de Som 16mm no FESTIVAL DE BRASÍLIA 1995 Filme : "Eu Sei Que Você Sabe" - dir : Lina Chamie 
Melhor Montagem de Curta Metragem no FESTIVAL DE VITÓRIA 1998 Filme : "Amassa Que Elas Gostam" - dir : Fernando Coster 
Melhor montagem no Festival de Cinema e Vídeo de Curitiba - 2002 Filme :"O ENCONTRO" - dir: Marcos Jorge 
Prêmio / Homenagem – MOSTRA DE CINEMA DE OURO PRETO 2017
Prêmio Leila Diniz / Homenagem – FESTIVAL DE CINEMA DE BRASÍLIA 2018 
Prêmio / Homenagem – FESTIVAL DE ANÁPOLIS 2019 
Prêmio Helena Ignez na MOSTRA DE CINEMA DE TIRADENTES 2019
Prêmio / Homenagem – EGBÉ Mostra de Cinema Negro em Sergipe_ set.2020

Atividades paralelas
- Coordenação do Curso de Montagem : “ APRENDER FAZENDO, FAZER PENSANDO” – junto ao Museu da Imagem e do Som de São Paulo – 2013 / 2014 
- Supervisão da Montagem dos projetos de curta-metragem de Residência, junto ao Museu da Imagem e do Som de São Paulo - 2013 / 2014 / 2015 
- Ministrou aulas de Montagem no Curso Livre de Cinema da Escola Inspiratorium, em São Paulo - de 2012 a 2017 
- Consultoria de Montagem – Núcleo Criativo CEICINE / Ceilândia / DF – 2016 / 2017 
- Juri Oficial – Cachoeira.Doc / BA 2017 
- Oficina de Montagem – Cachoeira.Doc / BA 2017 
- Juri Oficial / Documentários – Mostra Internacional de Cinema em São Paulo 2017 
- Curadoria – Mostra Retrospectiva do Cinema Brasileiro – Cinesesc / SP – 2017 
- Juri Oficial – In Edit – Festival de Documentários Musicais / SP – 2018 
- Juri Oficial / Curta Metragem – Festival de Brasília do Cinema Brasileiro /DF– 2018 
- Oficina de Montagem Cinematográfica – Mostra de Cin. de Vit. da Conquista /BA 2019 
- Juri Oficial – Festival de Cinema de Anápolis / GO – 2019 
- Juri Oficial – Festival Luso-Brasileiro de Cinema de Santa Maria da Feira/ Portugal – 2019 
- Juri Oficial / curta metragem - CineFantasy – São Paulo/SP - 2019 
- Masterclass – Mostra Cinem Negro / Curitiba – agosto 2019 
- Oficina Inaugural do Núcleo de Produção Digital de Belo Horizonte – outubro 2019
- Ministrou aulas dentro do Curso “História do Cinema nos CEUS – 2019 
- Masterclass – Festival Cinema e Transcendência / BSB – novembro 2019 
- Mesa /Diálogo – Um Plano de Cinema , Um plano de Aula (com a profª Licínia Correa_ Mostra de Cinema de Ouro Preto - setembro 2020 
-Masterclass “A Montagem Visual de Um Mundo” 19º Mostra Ecofalante de Cinema / SP –setembro,2020 
- Juri Oficial – Festival de Cinema de Vitória – outubro 2020 
- Juri Oficial – Mostra Internacional de São Paulo - out. / novembro 2020